# Aenictus ceylonicus
Aenictus ceylonicus es una especie de hormiga guerrera del género Aenictus, familia Formicidae. Fue descrita científicamente por Mayr en 1866.
Se distribuye por India, Indonesia, Japón, Sri Lanka y Papúa Nueva Guinea. Se ha encontrado a elevaciones de hasta 1250 metros. Habita en bosques húmedos.